# Bartłomiej Firlet
Bartłomiej Firlet (ur. 20 października 1983 w Szamotułach) – polski aktor teatralny i filmowy.

## Życiorys
Jest synem Ewy i Ryszarda Firletów. Absolwent LO im ks. Piotra Skargi w Szamotułach. W 2008 roku ukończył studia we wrocławskiej filii PWST. Podczas studiów współpracował z Teatrem Ad Spectatores i Teatrem Współczesnym. Od 2009 roku mieszka w Warszawie. Debiutował w Teatrze Komedia w Warszawie rolą Justina w sztuce „After Ashley Show”. Występuje w Teatrze „Polonia”, Och-Teatrze i Teatrze 6. piętro.

## Filmografia
- 2004-2014: Pierwsza miłość jako Rafał
- 2006: Na dobre i na złe jako Adam Duda niedosłyszący pacjent (odc. 248)
- 2006: Warto kochać jako Maciek, młody piekarz
- 2006: Czeka na nas świat
- 2006: Fala zbrodni jako Kostek młodociany przestępca (odc. 54)
- 2007: Seks FM jako kurier
- 2007: Dywersant II jako młodszy lejtnant
- 2009: Wojna polsko-ruska jako Kacper
- 2009: Hel jako chłopak na głodzie
- 2009: Ojciec Mateusz jako bokser Łukasz Ziomb (odc. 25)/aspirant Antoni Dziubak (od odc. 191)
- 2009: Randka w ciemno jako narkoman
- 2010: Teddyboy jako nauczyciel
- 2010: Trzy minuty. 21:37 jako policjant
- 2010: Skrzydlate świnie jako Pała
- 2010: Ratownicy jako Jelonek
- 2010: Różyczka
- 2010: Latający mnich i tajemnica Da Vinci jako Andrzej
- 2010: 1920. Wojna i miłość jako Pietrek Miara, syn Szczepana
- 2010: Oni szli Szarymi Szeregami jako Jan Bytnar
- 2011: Księstwo jako krótkowłosy
- 2011: Pokaż, kotku, co masz w środku jako Franek
- 2011: Listy do M. jako pingwin
- 2011: 80 milionów jako Jasiek
- 2011: Kop głębiej jako Bartek
- 2012: Piąta pora roku jako pracownik stacji
- 2012: Paradoks jako boy hotelowy (odc. 2)
- 2012: Dzień kobiet jako szkoleniowiec
- 2012: Ostatnie piętro jako ksiądz
- 2012-2013: Piąty Stadion jako kibic (odc. 27)/piłkarz Mati (odc. 67, 69, 73 i 83)
- 2013: Tajemnice Westerplatte
- 2013: Stacja Warszawa jako młody pracownik stacji
- 2013: Komisarz Alex jako Mirek Mączka (odc. 29)
- 2013: 128. szczur jako Burak
- 2013: Klucz jako Kuba
- 2014: Prawo Agaty jako brat Adamskiego (odc. 58 i 67)
- 2014: Antyterapia jako Heniek
- 2014: Dżej Dżej jako Myszka
- 2014: Test jako fotograf
- 2019: Świat według Kiepskich jako Marian Paździoch w młodości (odc. 541)
- 2022: Gang Zielonej Rękawiczki jako wodzirej (odc. 2)
- 2022: Algorytmika jako Marcin Lewel
- 2023: Zołza jako mężczyzna (odc. 3)
- 2023: Zabij mnie, kochanie jako lekarz
- 2023: Sługa narodu jako Filipiek (odc. 13, 15)
- 2024: Zgon przed weselem jako ksiądz Janusz
- 2024: Zdrada jako Paweł Trop (odc. 1, 2, 3, 4, 5, 6, 7, 9, 10, 11, 12)
- 2024: U Pana Boga w Królowym Moście jako wikary
- 2024: Rozwodnicy jako prawnik prawa kanonicznego
- 2024: Dalej jazda!  jako Sebuś

## Teatr telewizji
- 2007: Sprawa Emila B jako Marciniak
- 2007: Doktor Halina jako Student II
- 2017: Zakład karny – o stówę jako Narrator

## Teatr
- 2006: Iwona księżniczka Burgunda, PWST – jako Ciotka II
- 2007: Cyrano de Bergerac, PWST – jako Margrabia II, Kadet, Poeta
- 2007: Mord w domu Ipatiewa, Teatr Ad Spectatores – jako Cabranovic, pijany student, Piotr Wojkow
- 2008: Wesołe kumoszki z Windsoru, PWST – jako Franciszek Ford, John Rugby
- 2008: Testosteron, PWST – jako Robal
- 2008: Połamany ludzik, PWST – Bóg Niżyński (dyplom pantomimiczno-ruchowy)
- 2008: Gay love story, Teatr Ad Spectatores – jako Sergiusz (Nominacja do Nagrody Marszałka Województwa Dolnośląskiego)
- 2008: After Ashley Show, Teatr Komedia – jako Justin Hammond
- 2008: Zatrudnimy starego klauna, Metropolia Krasnoludów Teatr – jako Pepino
- 2008: Historia III, Teatr Ad Spectatores – jako dziennikarz, konspirant, przewodnik
- 2009: Pieniądze są w…, Teatr Ad Spectatores – jako Gower, Helmut Waldenberg
- 2010: Nangar Khel, Teatr Ad Spectatores
- 2010: Anioł Zagłady, Teatr Ad Spectatores
- 2011: Chory z urojenia, Teatr 6. piętro – jako Tomasz Biegunka, Pan Wonny
- 2012: Zbrodnia z premedytacją, Teatr „Polonia” – jako Szymek
- 2012: Roma i Julian, Teatr Capitol – jako Julian
- 2013: Mayday 2, OCH-Teatr – jako Gavin
- 2013: Urban Saunds, TEATR EKIPA – jako Piruet
- 2014: ŚWO, BTL w Białymstoku
- 2014: Polityka, Teatr 6. piętro – jako Kiełbikowski[2]
- 2015: Stalker. Interpretacja, TEATR OCHOTY